# Gintaras Vilda
Gintaras Vilda (* 5. Januar 1965) ist ein litauischer Politiker,   Vizeminister, stellvertretender Wirtschaftsminister Litauens.

## Leben
Nach der Hauptschule in Petrašiūnai absolvierte Gintaras Vilda 1984 eine Berufsausbildung als Elektromonteur bei Polytechnikum Kaunas (Technisches Kolleg Kaunas). Von 2003 bis 2004 absolvierte er Master an der Technischen Universität in Kaunas. 
1998–2004 war er Meister, dann stellvertretender Vorsteher der Abteilung und leitete das Strategiedepartament bei AB Vakarų skirstomieji tinklai (AB „ESO“), und 2000–2003 war er Vorstandsvorsitzender von Lietuvos išsėtinės sklerozės sąjunga. 2004–2009 war er Direktor. Dann arbeitete er bei UAB „Elektromontuotojas“ als Business Development Director (verantwortlich für Vertrieb, Business Development, Innovation und Wissensmanagement. Herr Vilda erstellte und implementierte Unternehmenswissen, Mitarbeiterkompetenzentwicklung, Perspektivenplanungssysteme, innovative Unternehmensstruktur, Standards und Umsetzung des Ehrenkodex) im Unternehmen UAB „Elektromontuotojas“.
1998–2009 leitete er als Direktor das Unternehmen AB „Šiaurės žiedas“. 
2009–2013 war er Direktor des Republikbildungszentrums für Energiewirtschaftler.
2013–2014 war er Produktionsdirektor und Vorstandsmitglied bei UAB „Arginta Engineering“. Von 2014 bis 2018 war er Vorstandsvorsitzender von VšĮ „Intechcentras“ und Direktor von Lietuvos inžinerinės pramonės asociacija LINPRA. Seit dem 15. Januar 2018 ist er stellvertretender Wirtschaftsminister Litauens und Stellvertreter von Virginijus Sinkevičius im Kabinett Skvernelis.
Vilda war Direktor des Industrieverbands Lietuvos inžinerinės pramonės įmonių asociacija (LINPRA).

## Familie
Er ist verheiratet. Mit Frau Milda hat er drei Töchter und einen Sohn.